# Pliosauroidea
Pliosauroidea er en uddød gruppe af havkrybdyr kaldet pliosaurer (også kaldet 'korthalsede svaneøgler'), der levede i havene i jura- og kridttiden. Nogle pliosaurer kunne blive helt op til 20 meter lange. Det var kødædende øgler med store, skarpe tænder. 
Fossiler af pliosaurernes knogler viser, at de ikke var særlig bøjelige. De kunne derfor ikke bruge halen til fremdrift, men havde i stedet for fire store luffer til at bevæge sig med. I lang tid troede man at pliosaurerne roede sig frem i vandet, men senere forskning tyder på, at de bevægede lufferne op og ned, ligesom pingviner gør i dag. Nogle pliosaurer blev 3 meter, ligesom delfiner. Andre blev gigantiske og levede muligvis som nutidens spækhuggere. Pliosaurerne uddøde samtidigt med dinosaurerne for 65 mio. år siden.

## Galleri
- Thalassiodracon
- Rhomaleosaurus
- Macroplata
- Kronosaurus
- Simolestes vorax